# آلبانیا (اسپانیا)
آلبانیا (به اسپانیایی: Albañá) یک منطقهٔ مسکونی در اسپانیا است که در آلت امپوردا واقع شده‌است. آلبانیا ۹۴٫۴ کیلومتر مربع مساحت و ۱۵۵ نفر جمعیت دارد.